# Eliminatórias da Copa do Mundo de Rugby Union de 2011
As Eliminatórias da Copa do Mundo de Rugby Union de 2011 começaram na Copa do Mundo de Rugby Union de 2007, onde os 3 primeiros de cada grupo garantiram vaga para a Copa seguinte .
Depois de muita especulação, ficou definido em 30 de Novembro de 2007 que a edição de 2011 continuaria com 20 equipes. As oito equipes restantes irão se qualificar a partir de torneios eliminatórios. As Américas e Europa possuem duas vagas, e os demais continentes possui uma vaga cada, além de uma repescagem mundial que definirá o último representante .
Ao todo participaram 86 equipes, que somados com os 12 já classificados, totalizaram 98 nações envolvidas nas eliminatórias.

## Seleções já classificadas
Seleções classificadas de acordo com a performance em relação a edição de 2007.
| África          | Américas    | Ásia | Europa                                                             | Oceania                                    |
| --------------- | ----------- | ---- | ------------------------------------------------------------------ | ------------------------------------------ |
| - África do Sul | - Argentina |      | - Escócia - França - Inglaterra - Irlanda - Itália - País de Gales | - Austrália - Fiji - Nova Zelândia - Tonga |

## Eliminatórias Continentais
8 nações se classificarão para a Copa na Nova Zelândia: Sete irão se classificar diretamente em suas regiões, enquanto que 4 países irão para a repescagem para disputar a vaga final.
| Continente          | Número de Vagas | Seleções Classificadas | Grupo no Mundial 2011 | Repescagem  | Notas |
| ------------------- | --------------- | ---------------------- | --------------------- | ----------- | --- |
| África Detalhes     | 1               | Namíbia                | D                     | Tunísia     | |
| Américas Detalhes   | 2               | Canadá Estados Unidos  | A C                   | Uruguai     | |
| Ásia Detalhes       | 1               | Japão                  | A                     | Cazaquistão | O vencedor do Cinco Nações da Ásia irá se classificar diretamente. O vice-campeão irá para a repescagem. |
| Europa Detalhes     | 2               | Geórgia Rússia         | B, C                  | Romênia     | Classificará para a Copa o campeão e o vice do Torneio Europeu das Nações 2008-2010. A seleção que irá para a repescagem sairá de um jogo entre o 3.º colocado da primeira divisão e o Campeão das playoffs das outras divisões. |
| Oceania Detalhes    | 1               | Samoa                  | D                     | 0           | A Samoa vai ser o único representante da Oceania, porque não haverá representação na repescagem. |
| Repescagem Detalhes | 1               | Romênia                | B                     |             | |

## Repescagem
O playoff será disputado de forma eliminatória, com semi-finais e uma final con jogo de ir e de volta. 

### Semi-finais
O acolhimento de cada semifinal foi atribuído a equipe melhor colocada no Ranking Mundial da IRB
| 17 de julho 2010 |       |         |                                                 |
| Romênia          | 56-13 | Tunísia | Stadionul Gloria, Buzău Árbitro: Pascal Gauzere |
|                  |       |         | Stadionul Gloria, Buzău Árbitro: Pascal Gauzere |

| 17 de julho 2010 |      |             |                                                                   |
| Uruguai          | 44-7 | Cazaquistão | Estadio Charrúa, Montevideo Árbitro: Francisco Pastrana Argentina |
|                  |      |             | Estadio Charrúa, Montevideo Árbitro: Francisco Pastrana Argentina |

### Final
| 13 de novembro 2010 |       |         |                                                    |
| Uruguai             | 21-21 | Romênia | Estadio Charrúa, Montevideo Árbitro: Mark Lawrence |
|                     |       |         | Estadio Charrúa, Montevideo Árbitro: Mark Lawrence |

| 17 de novembro 2010 |       |         |                                                               |
| Romênia             | 39-12 | Uruguai | Stadionul Naţional de Rugby, Bucharest Árbitro: Alain Rolland |
|                     |       |         | Stadionul Naţional de Rugby, Bucharest Árbitro: Alain Rolland |

Seleção Romena foi a última qualificada para Copa do Mundo de Rugby Union de 2011